# Dei dell'Olimpo
Gli Dei dell'Olimpo sono dei personaggi basati sulla mitologia greca che comparvero primariamente nei fumetti di Wonder Woman, Capitan Marvel e Aquaman.

## Storia

### Epoca pre-Crisi
Quando un'onda divina fuoriuscì dalla creazione del Quarto Mondo, la Terra fu inseminata di grande potere. Questo si manifestò inizialmente nella forma degli antichi dei, e poi nei metaumani. Alcuni dei più antichi di questi dei furono nascosti dall'universo fino all'epoca dell'antica Grecia della stregona Ecate. Ecate si motivò che gli dei dell'Olimpo (come furono chiamati in seguito) era grandemente indeboliti dopo aver usurpato il potere dal loro padre, Crono, e dai Titani del Mito. Temette che altri potenti dei nell'universo (come Darkseid di Apokolips) avrebbero potuto reclamare la Terra per loro. A causa dell'incantesimo di Ecate, Darkseid credette erroneamente che lui e gli altri Nuovi Dei precedettero gli Olimpici (Action Comics n. 600, Wonder Woman vol. 2 n. 19).
Un giorno, il giovane Uxas di Apokolips giunse a Roma, dove diffuse le storie dei grandi dei dell'Olimpo. La loro fama crebbe incredibilmente tra la gente della città, tanto da convincerli a creare le loro versioni degli dei greci; gli dei furono così adorati sotto altri nomi. Uxas sapeva che ogni metà del pantheon sarebbe stata meno potente di quella originale. Successivamente, come fece Darkseid, Uxas utilizzò questa nozione per schiacciare lo stesso Zeus (Wonder Woman vol. 2 n. 132 e n. 133).
Secoli fa, un litigio tra Artemide e Ares portò alla creazione delle Amazzoni, che furono guidate e protette dalle dee da lì in poi. I recenti piani di Ares per distruggere le Amazzoni e gli dei che le proteggevano portarono a scegliere una campionessa tra le Amazzoni (Wonder Woman vol. 2 n. 1). Questa campionessa fu la Principessa Diana, figlia della Regina Ippolita, che Ermes scortò nel mondo degli uomini, dove fu chiamata Wonder Woman. Efesto forgiò il suo Lazzo magico dalla cintura della dea della Terra, Gea, e i suoi bracciali d'argento che formò dai frammenti dell'egida di Zeus. Mentre gli dei dell'Olimpo erano i loro patroni, gli altri dei erano i loro nemici. Ares e la sua progenie, Deimos e Fobos, si mossero subito per imporre delle sfide alla principessa nel suo viaggio. Phobos creò la creatura Decay dal "cuore della Gorgoni|gorgone", che Diana sconfisse rapidamente. Nel frattempo, Deimos reclutò degli umani di entrambi i fronti incitandoli alla guerra (Wonder Woman n. 3 e n. 4).
La figlia di Ares, Armonia però, decise di aiutare Diana. Le diede un potente amuleto con il potere di trasportarla attraverso le dimensioni. Diana uccise Deimos con la sua tagliente tiara, e da lui acquisì l'altra metà dell'amuleto di Armonia. Infine, Ares decise di reclamare l'amuleto, ma Diana lo fermò legandolo con il suo lazzo della verità. Capì che permettendo agli umani di farsi la guerra non avrebbe più avuto un regno su cui governare. Fallendo, Ares dichiarò che non si sarebbe più immischiato negli affari degli uomini, e proibì anche che i suoi figli comparissero sulla Terra. Prese con sé anche l'amuleto e tutto il potere che era raccolto all'interno (Wonder Woman n. 5 e n. 6).
Sconfiggendo Ares, Diana fu ferita gravemente. Gli dei furono così contenti di lei che la portarono nel mare e la guarirono. Quindi, Ermes le donò i sandali alati che le avrebbero permesso di viaggiare liberamente tra Themyscira e il mondo degli uomini (Wonder Woman n. 7). Ad un certo punto, il dio Pan fu ucciso e rimpiazzato da un androide Manhunter. Fu questo impostore che cominciò a vendicarsi degli dei. La vendetta cominciò quando Zeus mise gli occhi su Diana, offrendole la possibilità di diventare una dea se avesse partecipato all'"ultima condivisione della carne". Quando Diana e sua madre si opposero al grande dio, egli si infuriò e punì Diana. Dovette completare una missione per ogni singolo dio, che terminarono con il dover battere e sconfiggere ogni mostro al di là del "Portale del Destino". Questo portale fu l'incarico e l'onere delle Amazzoni per millenni e se Diana avesse fallito, le Amazzoni sarebbero state distrutte (Wonder Woman n. 10).
Diana superò con successo le sue prove, sconfiggendo numerosi mostri come Echidna, la Chimera, i Ciclope, l'Idra di Lerna, le Arpia e il Minotauro. Infine, le ossa di Pan furono ritrovate sull'Olimpo, ma fu troppo tardi per salvare Diana dai suoi doveri. Raggiunta da sua madre, Diana distrusse infine i demoni sotto Themyscira con l'aiuto dell'amuleto di Armonia (questi demoni furono poi incanalati dentro Ares). Diana liberò anche Ercole (DC Comics)|Ercole, che aveva portato il peso di Themyscira per secoli mentre era imprigionato in forma di pietra e graffiato da numerosi mostri; difatti, alla fine, fu accettato sul Monte Olimpo (Wonder Woman dal n. 11 al n. 14).
Poco dopo, gli dei si ritirarono per un'assemblea, e nello stesso periodo, Darkseid attaccò l'Olimpo. Il dio oscuro cessò le ostilità, però, non appena capì che il luogo era deserto (Action Comics n. 600). Quando gli dei ritornarono, decisero di distruggere il Monte Olimpo e di intraprendere una "migrazione cosmica" verso le stelle. Per le obiezioni di Ermes, ci vollero numerosi passi. Primo, i tre fratelli maggiori fecero un nuovo patto per rimpiazzare l'originale in cui dividevano la Terra tra loro. Poi, combinarono la volontà di tutti gli dei (tranne Ares) e la forza delle preghiere delle Amazzoni e utilizzarono i bracciali di Diana per amplificare quel potere (i bracciali erano tutto ciò che rimaneva dell'egida di Zeus; questa Egida fu realizzata dalla pelle di Amalthea, la capra che lo allevò). Così, la vecchia casa fu demolita e furono creati i Nuovi Olimpici. Al fine di stabilire del tutto la loro nuova dimora, fu necessario per gli dei sequestrarsi definitivamente (Wonder Woman dal n. 16 al n. 19 e n. 21).
Ermes lasciò i suoi fratelli e non si unì a loro nella migrazione. Aveva già deciso di coinvolgersi nel mondo degli uomini e fermare Circe (DC Comics)|Circe (Wonder Woman n. 19). Ermes votò per rimanere sulla Terra e si unì a Diana nella sua missione (Wonder Woman n. 23 e n. 24).

### Guerra degli Dei
Fobos ritornò insieme a sua sorella Eris in alleanza con Circe. Circe ammassò un grande potere mettendo gli dei di vari panteon insieme. Tra di loro c'erano gli dei romani, che sfidavano gli dei dell'Olimpo per il proprio dominio. Zeus impiegò molta forza per convocare Ermes e Diana sul Nuovo Olimpo, dove gli dei furono intrappolati. Gli eroi della Terra riuscirono a invertire le manovre di Circe contro di lei, ma morirono così tre dei: Circe uccise Ermes; Armonia fu uccisa da sua sorella Eris; e la stessa Eris fu uccisa dal Figlio di Vulcano. Zeus e gli Olimpici decisero quindi di seguire la chiamata di Crono e dei Titani per guidare altri mondi nell'universo. Così, il Nuovo Olimpo fu lasciato agli dei romani (Guerra degli Dei dal n. 1 al n. 4, Wonder Woman dal n. 58 al n. 60).
Per motivi inspiegabili, Ercole strinse un patto con un uomo mortale, Harold Champion, in cui i due avrebbero scambiato i luoghi (la Terra per Olimpo), e dove Ercole utilizzò lo specchio di Circe per mascherare la propria identità e avventurarsi sotto il nome di Campione (Wonder Woman dal n. 110 al n. 112). Fece un incantesimo su Diana e la accompagnò per qualche periodo, finché Diana non scoprì la sua identità (Wonder Woman dal n. 115 e n. 117).
In assenza degli dei, le Amazzoni cominciarono a tramutarsi in creta. Per giustificare il ritorno degli Olimpici sulla Terra, Zeus convocò Diana e numerosi dei suoi amici per testimoniare di fronte a lui. Fu Ippolita che fece pendere la bilancia, tuttavia: giocò una carta segreta che la fece ondeggiare grandemente (in verità, ricordò semplicemente ad Ares che prima della sua reincarnazione, Ippolita fu la figlia di Ares e, così, nipote di Zeus). A quell'epoca, Zeus donò volo e super forza a Cassandra Sandsmark (Wonder Woman n. 122). Subito, l'Altopadre dei Nuovi Dei convocò Zeus ed Ercole per battersi nuovamente contro Darkseid. Alla fine, Zeus, Odino, Ares, Giove e l'Altopadre si fusero in un solo essere ed entrarono nella Fonte. Quando ne uscirono, Zeus fu gravemente ferito e rimase fuso a Giove, ed Ercole tornò con lui all'Olimpo (Wonder Woman n. 126, Jack Kirby's Fourth World n. 8).
La loro campionessa più grande, la Principessa Diana perse presto la sua vita contro il demone Neron (Wonder Woman n. 125). Era (mitologia)|Era (ora governando l'Olimpo) trasfigurò Diana in una dea della verità e le diede il benvenuto tra gli dei. A Diana fu detto che non poteva interferire con le vite quotidiane dei mortali, a meno che essi non l'avessero pregata. Era si sedette sul suo trono, e Diana la ammonì (Wonder Woman dal n. 127 al n. 129). Gli dei di condividere i segreti delle loro divisioni con lei e decisero di riunire le loro essenze con quelle delle loro controparti romane (Wonder Woman dal n. 130 al n. 133). Diana non riuscì a non interferire con il mondo mortale e così fu bandita sulla Terra (Wonder Woman n. 136) e le fu tolta l'immortalità (Wonder Woman n. 139).
Il padre di Zeus, Crono, ritornò con un'armata di nuovi Titani: Arch, Disdain, Harrier, Oblivion, Slaughter e Titan. Il loro potere crebbe dalla fede di un culto sulla Terra e furono i Titani annunciarono l'imminente arrivo di Crono (Wonder Woman n. 139 e n. 140). Crono cercò di ottenere tutto il potere dell'onda divina, e cominciò sconfiggendo gli Olimpici e gettando Zeus sulla Terra. Quindi conquistò il pantheon Indù per dirigersi poi verso il Paradiso. Ma Wonder Woman liberò gli Olimpici e unì gli Indù con i Pax Dei (ospiti celesti). Diana sconfisse Crono ma il Titano era ancora in contatto con il potere della Fonte e così facendo ottenne la chiarezza perfetta. Umile, ritornò a madre Gea. Dopo di ciò, Zeus formò un'alleanza con gli altri pantheon (Wonder Woman dal n. 147 al n. 150). Infatti, Zeus presto comparve a Superman con numerosi alleati sotto la bandiera degli I.D.C.A.P. (Interfaith Deity Council of Active Polytheistics, cioè Consiglio Divino Interfedele dei Politeisti Attivi; Superman: Man of Steel n. 127).
La fusione del pantheon Greco con quello Romano non fu ben accetto dalla dea romana Diana. La dea accettò un'offerta di potere dal vecchio "Dio in frantumi", che separata da Artemide tradì gli Olimpici. Diana morì in battaglia contro Wonder Woman quando venne schiacciata da una statua di Zeus. Gli Olimpici erano incapacitati, ma Wonder Woman infine trovò un modo di risvegliarli in tempo per colpire decisivamente il Dio in frantumi (Wonder Woman dal n. 189 al n. 194).

### Fusione dei Pantheon
Con la comparsa delle Amazzoni di Bana-Mighdall, gli Olimpici affrontarono un nuovo prospetto. Anche se erano Amazzoni devote, queste nuove cittadine di Themyscira non adoravano gli dei greci. Rinunciando ad essi millenni fa, la tribù decise di adorare una combinazione di divinità egizie e dell'est. Gli dei centrali adorati dalle Amazzoni del deserto furono: Isis (saggezza e magia), Mammitu (portatrice di giudizio), Bast (natura e femminismo), e Neith (figura materna e protezione). Queste dee diressero le Amazzoni di Bana-Mighdall verso Themyscira dove continuarono ad essere adorate. Affrontando la situazione con le mani legate, entrambi i pantheon decisero di integrarsi uno con l'altro per beneficio della loro gente. Anche se questi nuovi dei non risiedettero sull'Olimpo, furono trattati con diplomazia quando furono chiamati ad aiutare le Amazzoni in un ruolo di divina unite. Nonostante gli dei menzionati furono parte di un nucleo interno di divinità nel sistema di credenza di Bana-Mighdall, divinità meno significanti furono mostrati come parte del loro pantheon divino, dei come Sekhmet (dio della guerra), Thot (il loro unico dio maschile) e forse Ištar (dea dell'amore). Gli dei di Bana-Mighdall dimostrarono la loro lealtà agli dei dell'Olimpo aiutandoli nella battaglia contro gli dei della guerra Sekhmet ed Ares quando improvvisarono in precedenza un colpo di Stato sull'Olimpo.

### Rivoluzione
Per millenni, la dea Atena attese pazientemente l'occasione di dimostrarsi degna della corona dell'Olimpo. Mentre la società sulla Terra si sviluppava, la dea della conoscenza crebbe in potenza e acume, e infine sfidò suo padre Zeus per il trono. Per vincere questa sfida Atena inviò la propria campionessa, Wonder Woman, contro il campione di Zeus - Briaeros degli Ecatonchiri. Anche se era ancora cieca, Diana fu aiutata dall'alato Pegaso che però cadde sotto Briaeros. Ignoto a Zeus, ciò era un trucco giocato da Atena e Diana per dimostrare a quest'ultima che Zeus non aveva compassione e che non era un governante degno. Atena accettò di dare forfait se Zeus avesse risparmiato la vita di Diana, ma egli negò, dimostrando la sua indegnità. Ciò portò le altre dee a consegnare la testa di Medusa a Diana, che ella utilizzò per trasformare Briaeros in pietra. Atena infine salì al trono, ma subito Zeus cominciò a complottare con i suoi fratelli nel Tartaro per riprenderselo (Wonder Woman n. 212 e n. 213).
Atena inviò subito Diana in missione nel regno di Ade perché liberasse il dio Ermes. Diana discese nel Portale del Destino insieme a Cassie Sandsmark e Ferdinand il Minotauro dove dovette confrontarsi con gli alleati di Zeus. Ironicamente, non avrebbe avuto successo se non fosse stato per le macchinazioni del suo costante nemico, Ares (Wonder Woman n. 215). Ares agì come doppio agente e ottenne la fiducia di Zeus, ma quando gli pervenne l'opportunità, uccise suo zio Ade e assunse il controllo degli Inferi. Diana utilizzò quindi il caduceo di Ermes per resuscitarlo. Tornato sull'Olimpo, Zeus chiese il perdono ad Atena, cosa che lei acconsentì. Atena ricostituì anche la vista a Diana, ma la legò alla propria (Wonder Woman n. 216 e n. 217).
Fu durante questa missione che Cassandra Sandsmark finalmente venne a sapere delle sue origini. Sua madre giacque infatti con Zeus, ma Helena Sandsmark proibì a Diana o a chiunque di rivelare a Cassie la verità (Wonder Woman n. 217).
Non molto dopo ciò, Atena avvertì un destino scuro per gli dei nel mezzo delle macchinazioni cosmiche di Alexander Luthor. Nella crisi creata dal suo caos, Diana fu costretta ad uccidere Maxwell Lord, e incorse così nell'ira del pubblico mondiale (Wonder Woman n. 219). Il governo degli Stati Uniti rispose mobilitandosi verso Themyscira, e Diana capì che finché fosse stata un obiettivo, le Amazzoni non sarebbero mai state al sicuro. Diana pregò gli dei di mettere le Amazzoni al sicuro, ma ottenne molto più di quanto chiese (Wonder Woman n. 224). Sull'Olimpo supplicò contro la decisione di Atena di rimuovere gli dei dagli affari della Terra. Senza riguardo, gli dei si divisero, lasciando Diana priva di famiglia e fede (Wonder Woman n. 225).
Anche Aquaman ebbe dei problemi con le divinità Olimpiche del mare. Poseidone aveva da tempo ceduto il titolo di Re dei Mari a Orin di Atlantide, ma quando i sudditi di Aquaman persero fede in lui, Poseidone organizzò una sfida con suo figlio Tritone (Aquaman vol. 5 n. 34). Aquaman batté Tritone e il dio cadde dalla grazia insieme a suo padre. In rabbia, Tritone uccise Poseidone e ne reclamò il potere (Aquaman n. 42). Aquaman liberò Poseidone appellandosi al Signore Ade, e quando infine ritornarono dai morti, Poseidone uccise invece suo figlio. Disgustato dagli affari mortali, Poseidone lasciò in eredità il suo tridente ad Aquaman (Aquaman n. 45 e n. 46). Aquaman chissà come perse il tridente, però, e infatti l'ultima volta fu visto in mano alla Regina Clea (Wonder Woman vol. 3 n. 1).

### Altri Esseri Antichi
Wonder Woman incontrò anche la mitologica Lamia, che giacque con Zeus e ne partorì i figli. Era la mutò in una creatura simile a un serpente e uccise i suoi figli. Ora abitava nelle fogne Americane agendo come badante benevolente per i suoi figli nei guai. Tentò di suicidarsi utilizzando il Lazzo di Diana (che fece rubare dal suo amico Sneaker), ma Diana la fermò e Lamia scomparve con Sneaker, con cui sviluppò una relazione madre-figlio (Showcase '93 n. 11).
Più avanti, Wonder Girl incontrò un'Empusa chiamata "Lamiai". Lamiai entrò in lei, ma poi si ritrasse quando scoprì che aveva sangue divino nelle vene. Prima che potesse rivelare chi era il padre di Cassie, fu uccisa da Ares. Anche il fratello di Lamiai, Mormolykeia, si batté contro Ferdinand il Minotauro durante la sua missione (Wonder Woman n. 216).

## Comparse in altri media
Molti degli dei comparvero nelle serie animate Justice League e Justice League Unlimited.
Gli dei che comparvero compresero Ade, Ares, Efesto e Ermes.